# Gare de Kamikoma
La gare de Kamikoma (上狛駅, Kamikoma-eki) est une gare ferroviaire localisée à Kizugawa, dans la préfecture de Kyoto. La gare est exploitée par la JR West.

## Service des voyageurs

### Desserte
Deux trains de la ligne Nara s'arrêtent à la gare de Kamikoma.
- Local (普通 Futsu)
- Regional Rapid Service (区間快速 Kukan-kaisoku)

Les trains Rapid service et Miyakoji Rapid Service ne s'arrêtent pas à la gare de Kamikoma.
| 1 | ■Ligne Nara | pour Uji et Kyoto |
| 2 | ■Ligne Nara | pour Kizu et Nara |

| Direction Kyoto |  | JR West Ligne Nara                                         |  | Direction Nara |
| Tanakura        |  | Local 普通 Futsū                                           |  | Kizu           |
| Tanakura        |  | Regional Rapid Service 区間快速 Kukan-kaisoku              |  | Kizu           |
| Pas de service  |  | Rapid Service 快速 Kaisoku                                 |  | Pas de service |
| Pas de service  |  | Miyakoji Rapid Service みやこ路快速 Miyakoji Rapid Service |  | Pas de service |